# Martin Andersen Nexø

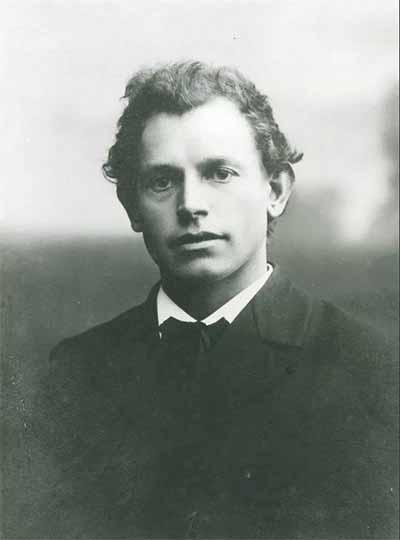
Martin Andersen Nexø

Martin Andersen Nexø, zapisováno také Nexö, vl. jménem Martin Andersen, (26. června 1869 Kodaň – 1. června 1954 Drážďany) byl dánský spisovatel později usedlý ve Východním Německu. Ve svém díle se zaměřoval na sociální problémy chudých, jeho nejznámější dílo je Pelle dobyvatel. Psal také knihy pro děti, povídky a je autor pamětí.

## Život

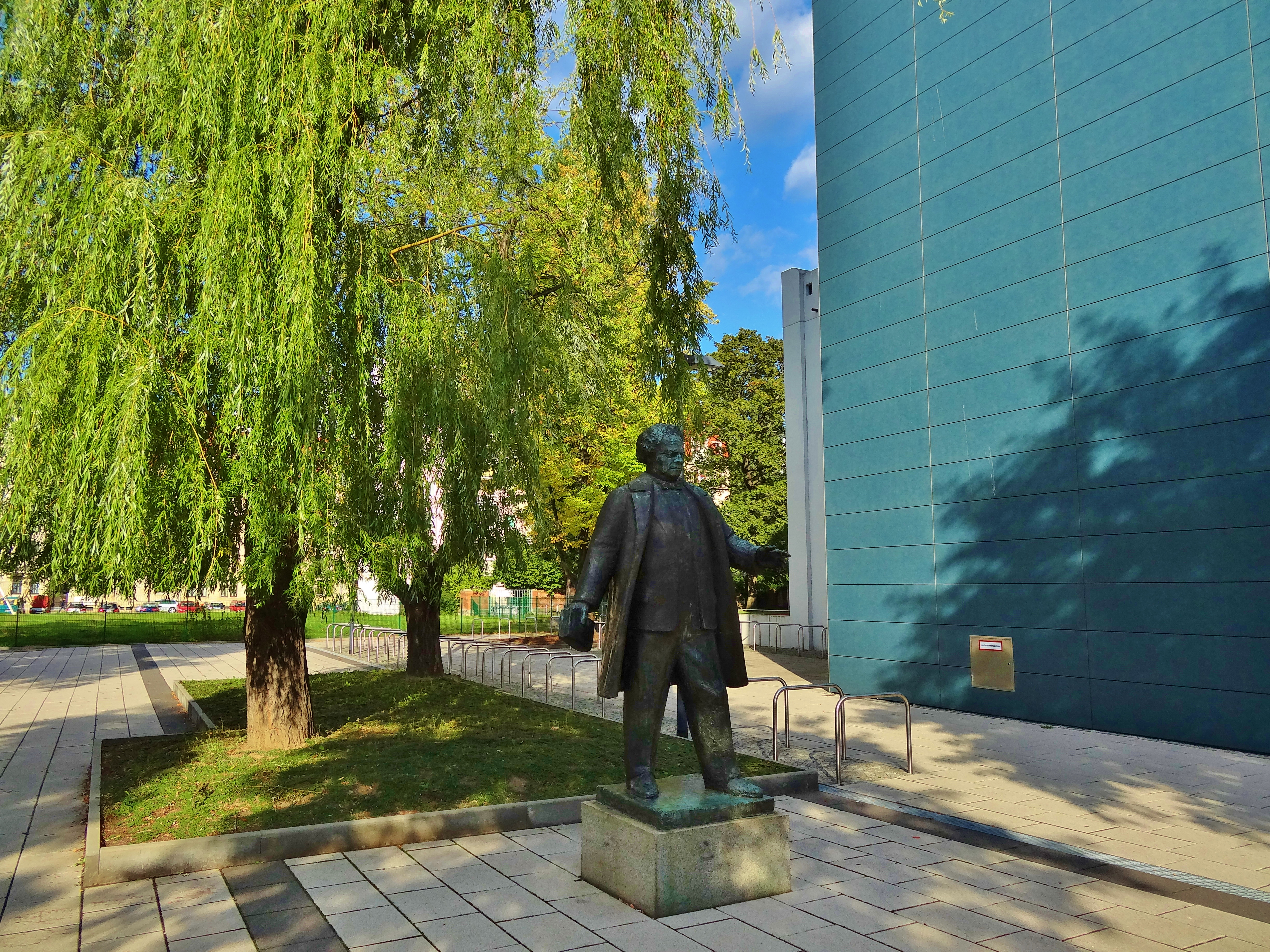
Andersen Nexö

Martin Andersen se narodil v jedné z nejchudších částí Kodaně, tam se také jeho život a dílo propojilo s nemajetnou vrstvou obyvatel. Později se na počátku 20. století stal prvním průkopníkem dělnické literatury v Dánsku. V roce 1877 se rodina Andersenových přestěhovala do Nexø na ostrově Bornholm. Zde se začal v roce 1884 učit obuvníkem.
Od roku 1889 studoval na lidové univerzitě a začal psát první novinové články. Ke konci roku 1893 se dostal tuberkulózu a odjel na léčení do Itálie a Španělska. O těchto cestách napsal knihu Soldage (1903). Protože mu byl posléze zakázán vstup do Itálie z politických důvodů se usídlil u Bodamského jezera, kde se setkal s Fritzem Mauthnerem.
V roce 1897 složil učitelské zkoušky a našel si místo v Odense. V roce 1898 se oženil s Margrethe Thomsen a vydal svůj první cyklus povídek.
V roce 1910 vydal svůj asi nejznámější román Pelle erobreren (česky Pelle dobyvatel), který se zaměřuje na těžký život sedláků a migrantů; využívá svoje zkušenosti z dětství. Román se stal známý také díky úspěšné filmové adaptaci Bille Augusta v roce 1987 (v češtině distribuováno jako Pelle Dobyvatel). První díl zachytil Pelleho jako chlapce a migranta do nové země. Druhý díl románu zachytil Pelleho již jako dospělého muže nacházejícího cestu k sociální demokracii.
V roce 1919 spolu s Marií Nielsenovou přestoupil ze Socialistisk Arbejderparti do Venstresocialistisk Parti, ze které se v roce 1920 vyvinula Danmarks Kommunistiske Parti (dánská komunistická strana, DKP). Po obsazení Dánska Němci v roce 1941 byl Andersen zatčen, ale v roce 1943 se mu podařilo přes Švédsko utéct do Sovětského svazu.
Po druhé světové válce se Andersen vrátil nejprve do Dánska, ale na začátku 50. let začal více navštěvovat Německo, až se v roce 1951 usadil v Radebeulu a poté v Drážďanech, kde také zemřel. Dnes je pohřben na kodaňském hřbitově Assistens Kirkegård.

## Ocenění a pocty
V roce 1953 se Andersen Nexö stal čestným občanem města Dráždan. Po spisovatelově smrti bylo v Drážďanech dále zbudováno Martin-Andersen-Nexö-Gymnasium, domov mládeže „Martin Andersen Nexö“ a zřízena Martin-Andersen-Nexö-Kunstpreis (umělecká cena Martina Andersena Nexö). Je také čestný občan univerzitního a hanzovního města Greifswald a jedna tamější škola a místo nese jeho jméno. Město také umístilo plaketu s jeho profilem na bludný balvan pod vzrostlým topolem. Na tamější univerzitě také spisovatel získal v roce 1949 čestný doktorát.

## Dílo (romány)
- Det bødes der for, 1899 (Za to se pyká)
- En Moder, 1900
- Familien Frank, 1901 (Rodina Frankova)
- Dryss, 1902
- Pelle erobreren, 1906–1910 (Pelle Dobyvatel, nebo …dobyvatel)
- Ditte mennskebarn, 1917–1921 (Ditta, dcera člověka)
- Midt i en Jærntid, 1929
- Morten hin Røde, 1945 (Červený i Rudý Morten)
- Den fortabte Generation, 1948 (Ztracená generace)
- Jeanette, 1957